# حلفا الجديدة
حلفا الجديدة مدينة تقع في ولاية كسلا بالسودان على ارتفاع 351 متر، (1480 قدم) وتبعد عن العاصمة الخرطوم بحوالي 384 كيلومتر شرقاً. وتعتبر مدينة حديثة تأسست في عام 1965 م، في إطار خطة بناء السد العالي في مصر لتوطين سكان مدينة وادي حلفا والقرى المجاورة إليها التي غمرتها مياه بحيرة السد المعروفة في السودان باسم بحيرة النوبة.

## أصل التسمية

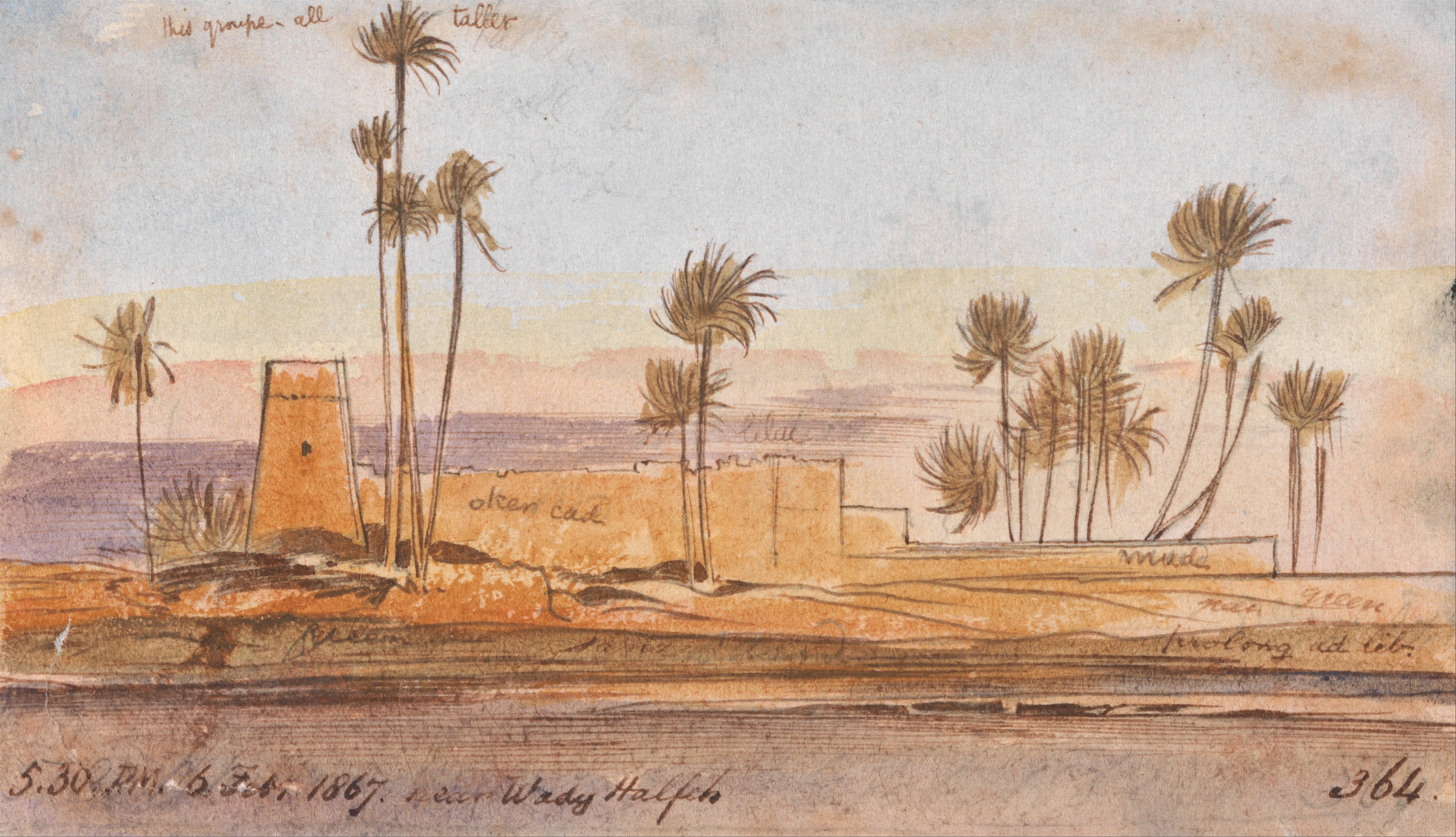
قرب وادي حلفا

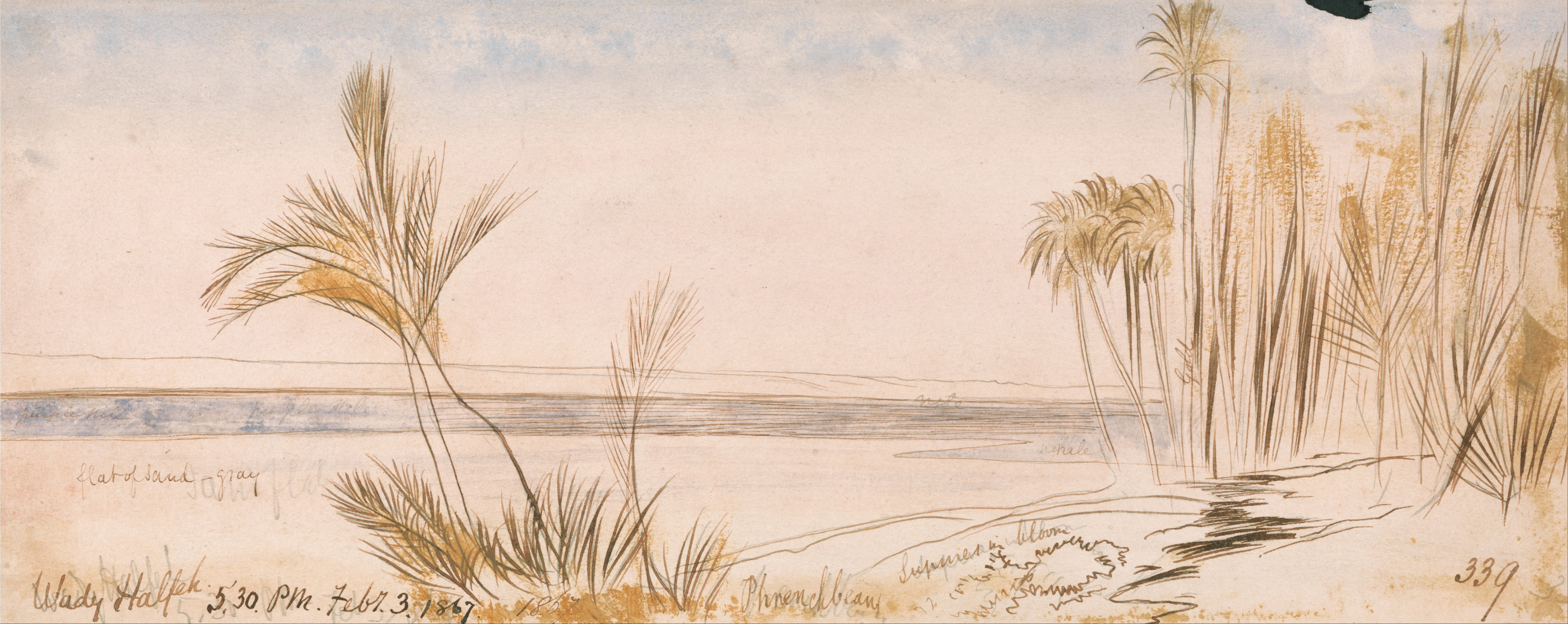
وادي حلفا

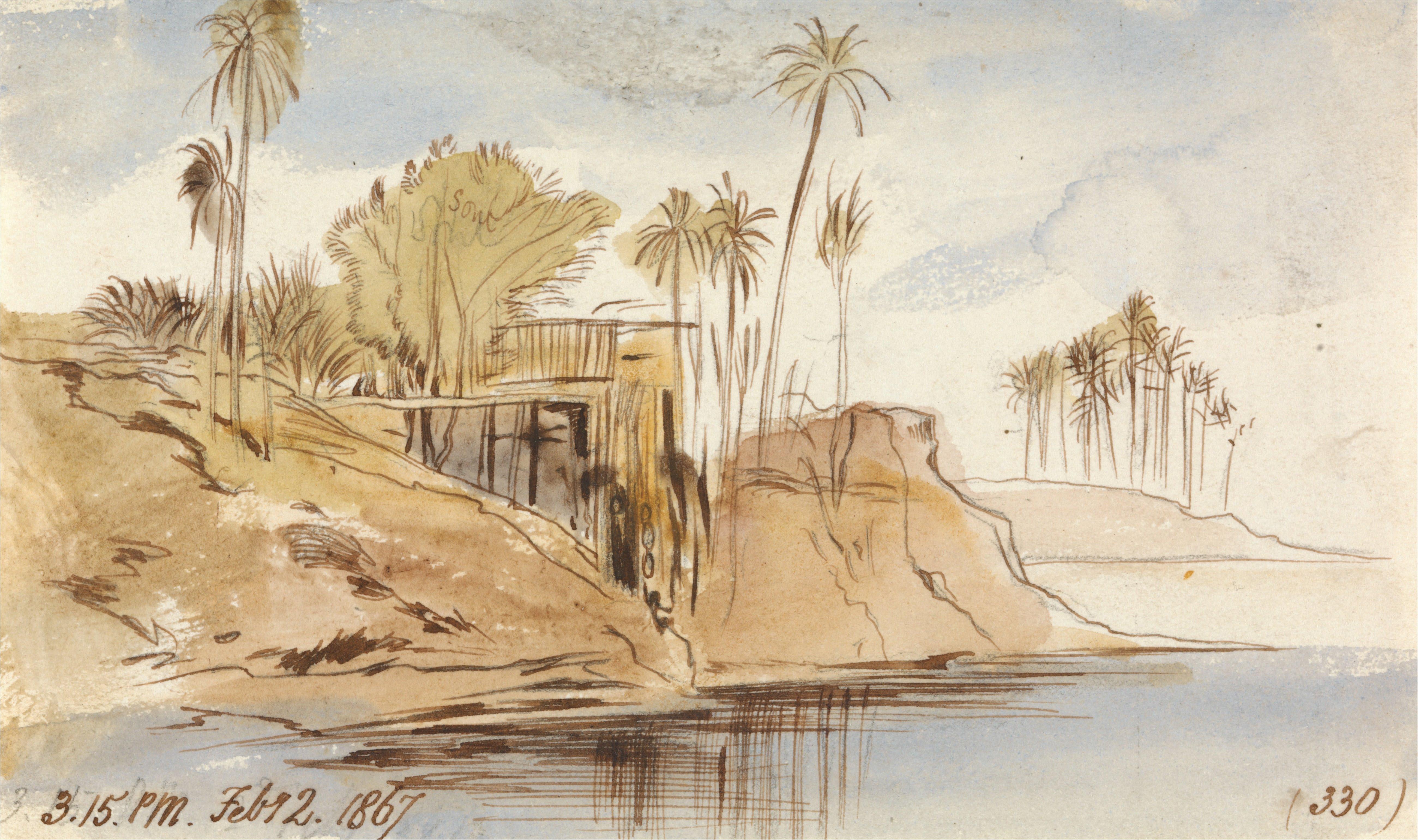
وادي حلفا

ترجع التسمية إلى نبات الحلفاء البري الصحراوي، وهو اسم وادي حلفا، وأُطلق عليها لتكون بمثابة موطن جديد لسكان مدينة وادي حلفا، بينما حملت القرى أرقاماً بدلاً عن أسماء القرى التي تمَّ تهجير السكان منها.

## التاريخ
تتميز مدينة حلفا الجديدة بخصوصيتها التاريخية فهي المدينة الوحيدة في السودان التي تم إنشائها خصيصاً لتوطين سكان مدينة وادي حلفا التي غمرتها مياه بحيرة السد العالي وتم إنشائها في فترة ثلاث سنوات تقريباً حيث تجد أن كل المساكن متشابهة وبنيت على طراز واحد. ولهذا فإن تاريخها يرتبط بتاريخ بناء السد العالي.
أبرمت حكومة السودان مع الحكومة المصرية في 8 نوفمبر / تشرين الثاني 1959 م اتفاقية مياه النيل بهدف التحكم على انسياب مياه نهر النيل والاستفادة القصوى منها، مما أتاح لمصر فرصة بناء سد ضخم عند أسوان، نتج عنه تكوّن بحيرة صناعية كبيرة امتدت مساحتها إلى داخل حدود السودان بمسافة تقدر بحوالي ستمائة كيلو متر لتغمر مياهها بلدة وادي حلفا وما جاورها من قرى. وقد تم الإتفاق على تهجير سكان المناطق المغمورة بالمياه إلى مجمعات استيطانية جديدة في سهول كوم أمبو بمحافظة أسوان في مصر ومنطقة خشم القربة في شرق السودان، على نهر عطبرة حيث تم بناء مدينة جديدة باسم حلفا الجديدة وحوالي 25 قرية جديدة تحمل أرقاماً إلى جانب تشييد سد في خشم القربة لريّ الأراضي الزراعية التي وزعت على السكان الجدد عوضاً على ما فقدوه من أراض وبساتين نخيل. وتم تأسيس مشروع حلفا الجديدة الزراعي بهدف تحقيق التنمية الاقتصادية والاجتماعية بالمدينة والقرى المجاورة، والاكتفاء الذاتي للمزارعين في السوق المحلي لمحاصيل الذرة والقمح، وإنتاج القطن والفول السوداني للتصدير. إضافة إلى إقامة مصنع للسكر لدعم اقتصاد المنطقة والاقتصاد الوطني بشكل عام.
بدأت عملية تهجير سكان المناطق المغمورة بالمياه في أكتوبر / تشرين الأول 1963 وانتهت في يونيو/ حزيران 1964 م.

## الطوبغرافيا
تقع منطقة حلفا الجديدة في إقليم سهل البطانة الممتد من الشرق حتى وسط السودان والواقع على نطاق السافانا الجافة ويتميز بالتربة الطينية، ويشق المنطقة نهر عطبرة من جهة الجنوب الشرقي نحو الشمال الغربي ليلتقي بنهر النيل عند نقطة مقرن عطبرة وذلك قبل إقترانه برافده نهر ستيت من جهة الشرق.

## السكان
يشكل الحلفاويون والعرب الأغلبية العظمي لسكان مدينة حلفا الجديدة، وتقطن المدينة أعداد أخرى من السكان الذين هاجروا إليها من غير الحلفاويين والعرب مثل الكنوز والجعافرة والعليقات والإصولية والبصالوة. والفور. بالإضافة إلى مجموعات إثنية أخرى تقطن المنطقة كالهدندوة والرشايدةوالبني عامر ومجموعات من منطقة البطانة بوسط السودان كالشكرية والبوادره وغيرهم.

## القرى
للمحافظة على الترابط الأسري وتماسك المجتمع اعتمدت خطة توطين سكان وادي حلفا في منطقة خشم القربة بناء مدينة جديدة إلى جانب عدد من القرى مقسمة على مستوى الأسر والعائلات، وبلغ عددها حوالي 25 قرية. ويبين الجدول هذا التوزيع على أساس القرى التي وفدت منها تلك الأسر والعائلات:
| القرية في حلفا الجديدة بالرقم | القرية في وادي حلفا بالإسم     |
| ----------------------------- | ------------------------------ |
| حلفا الجديدة                  | وادي حلفا، دبروسة، حلة الكنوز  |
| 1                             | فرس غرب                        |
| 2                             | سرةغرب                         |
| 3                             | دبيرة وسط                      |
| 6                             | دبيرة "كدل"                    |
| 4                             | سرة شرق                        |
| 33                            | فرس شرق، آرتي كرجو             |
| 9                             | دبيرة جنوب                     |
| 7                             | دبيرة شمال (هاجر)              |
| 5                             | أرقين شمال                     |
| 8                             | أرقين وسط                      |
| 11                            | أرقين جنوب                     |
| 12                            | أشكيت                          |
| 13                            | أشكيت، أشكيت جنوب              |
| 21                            | حلفا دغيم، مينارتي             |
| 23                            | دغيم جنوب جزيرة المجراب        |
| 19                            | صرص، حلفا دغيم، جزيرة المجراب، |
| 15                            | جمي، عمكة                      |
| 18                            | حلفا دغيم، عنقش،               |
| 22                            | حلفا دغيم                      |
| 14                            | دبيرة جنوب + جزيرة كوكي        |
| 10                            | مرشد                           |
| 26                            | صرص، سمنة، كولب، أتيري         |
| 16                            | الدويشاب                       |
| 20                            | أمبكول، سونقي ملك الناصر       |
| 24                            | سونقي، كمة، عكاشة، كولب        |
| الكيلو 14                     | دال، سركمتو الدوشات            |

المصدر: شبكة منتديات وادي حلفا

### أحياء مدينة حلفا الجديدة
__________________________________________________________________
مدينة حلفا الجديدة تتكون من مجموعه من الأحياء السكنية وبعضها يعرف بالبلك او المربع .
وبلغ عددها حوالي 30 حي

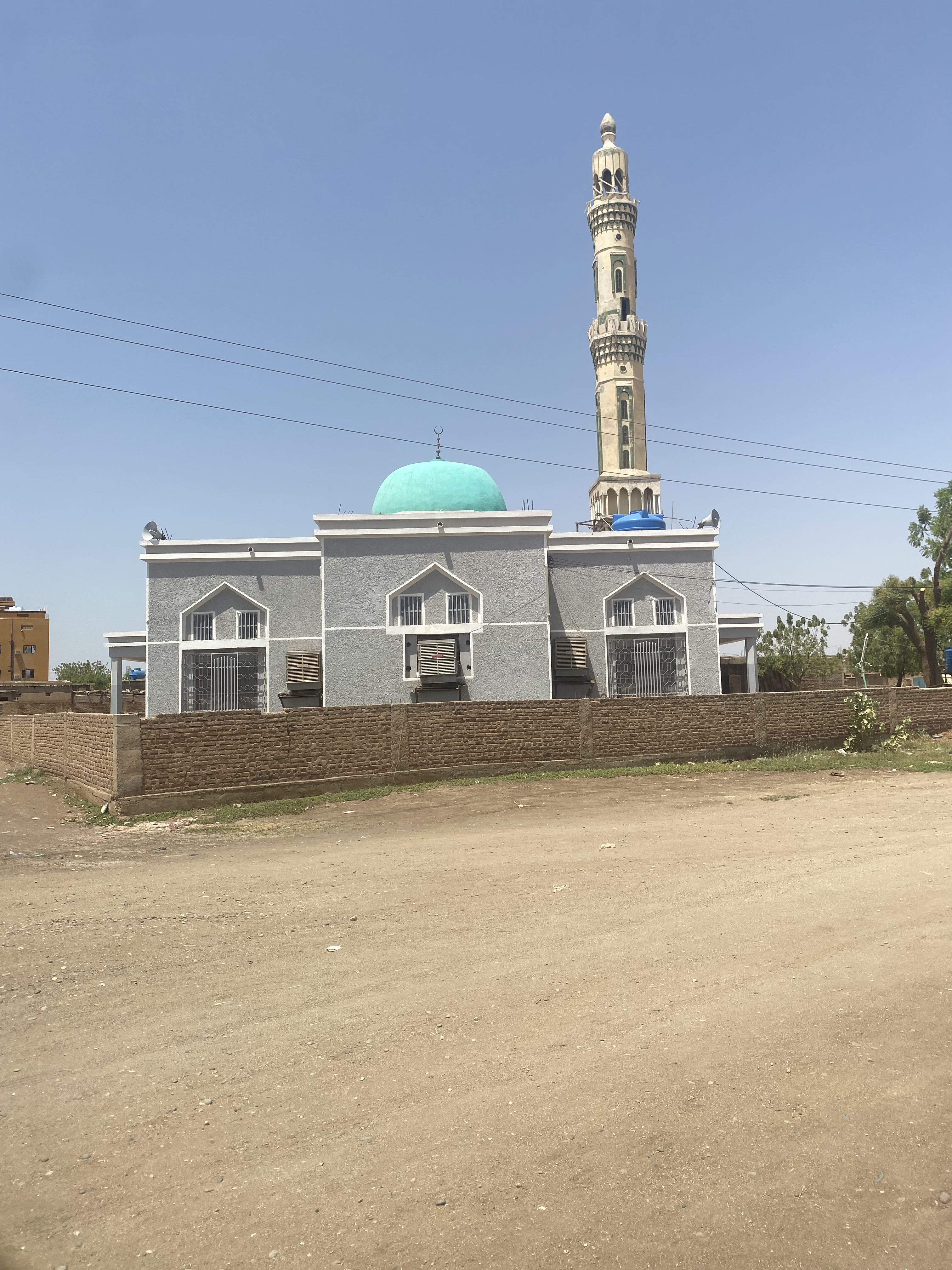

وتتميز اغلب احياء مدينة حلفا الجديدة بتصميم هندسي واحد 
| اسماء احياءً مدينة حلفا الجديدة |
| ------------------------------ |
| مربع (٤)                       |
| مربع (٥)                       |
| مربع (٦)                       |
| مربع (٧)                       |
| مربع (٩)                       |
| مربع (١٠)                      |
| مربع (١١)                      |
| مربع (١٢)                      |
| مربع (١٣)                      |
| مربع (١٥)                      |
| مربع (١٦)                      |
| مربع (١٧)                      |
| مربع (١٨)                      |
| مربع (١٩)                      |
| مربع (٢٣)                      |
| مربع (٢٤)                      |
| مربع (٢٦)                      |
| مربع (٣٠)                      |
| مربع (٣٣)                      |
| مربع (٣٥)                      |
| مربع (٦٥)                      |
| حي كرار مربع (١،٢،٣)           |
| حي المؤسسة                     |
| حي دبيرة                       |
| حي الري                        |
| حي الجمهورية مربع (١،٢،٣)      |
| حي التجار مربع (١،٢،٣)         |
| حي العباسية                    |
| حي المحلج                      |
| حي الثورة مربع (١،٢،٣،)        |

## النشاط الاقتصادي
يعتبر مشروع حلفا الجديدة الزراعي الذي تديره مؤسسة حلفا الزراعية العمود الفقري لاقتصاد المدينة والقرى المحيطة بها حيث يعتمد عليه معظم السكان في دخلهم، إلى جانب مصنع سكر حلفا الجديدة.

### مشروع حلفا الجديدة الزراعي
تبلغ مساحته المزروعة 366825 فدان نصفها مملوكاً للسكان المهجّرين من وادي حلفا، وخصص منها حوالي 24000 فدان لزراعة الخضر والفاكهة والأعلاف والمحاصيل البقولية. و900 فدان عبارة عن مشاتل مزارع وخضروات وبساتين فاكهة تستثمرها إدارة البساتين بهيئة حلفا الجديدة الزراعية و9800 فدان تعتبر أراضي استثمارية تم توزيعها على العاملين والمواطنين.
وخصصت مساحة قدرها 5000 فدان لزراعتها بأشجار الغابات، و40 ألف فدان تقريباً لاستخدام مصنع سكر حلفا.
ويعمل المشروع بنظام ما يعرف بالدورة الثلاثية وهي عبارة عن 15 فدان تزرع فيها ثلاث أنواع من المحاصيل وهي القطن، وذرة، والفول سوداني)، بمعدل 5 فدان لكل محصول. تبلغ إنتاجية الفدان الواحد للقطن 5 قنطار
وتُروَى هذه الأراضي بالرّي الصناعي الإنسيابي من مياه خزان خشم القربة، بينما يتم الحصاد بالآلات بالنسبة لمحصول القمح والذرة، في حيت يتم لقيط (حصاد) القطن والفول السوداني باليد.
ووفقا لعلاقات الإنتاج المطبقة بالمشروع يقوم المزارع بعملية إنتاج المحاصيل (قطن، فول سوداني، ذرة، قمح) التي تصبح ملكاً له مقابل حصول هيئة مشروع حلفا الجديدة الزراعي على رسوم المياه والإدارة فقط وتقديم تمويل نقدي للمزارعين يتم استرداده بعد حصاد كل محصول على حدة.

## خزان خشم القربة

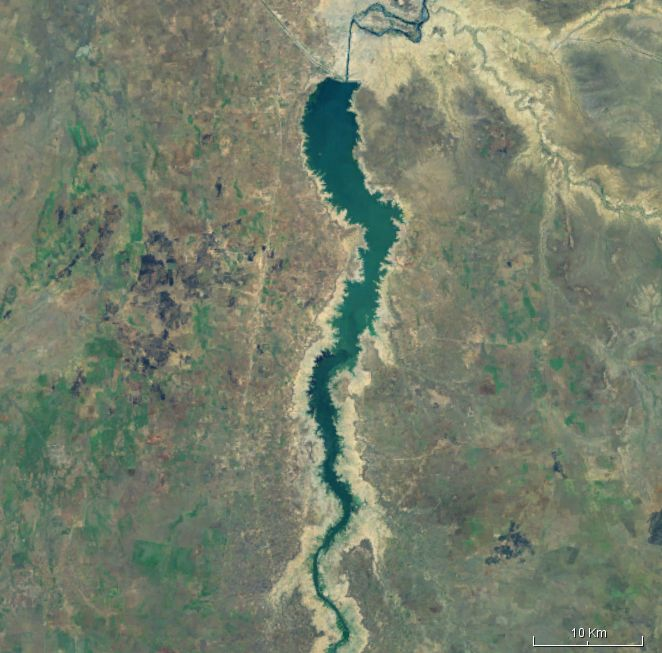

خزان خشم القربة هو سد خرساني تم بناؤه في عام 1964 على نهر عطبرة بمدينة خشم القربة. وقد صمم لتخزين 1.3 مليار متر مكعب من المياه وانخفض حالياً إلى 6. 0 مليار متر مكعب بسبب تراكم ترسيبات الطمي وأقيمت عليه ثلاث توربينات (مولدات كهرباء مائية) تنتج الواحدة منها 7000 كيلوواط في الساعة من الكهرباء لإنارة مدينة حلفا الجديدة وقراها. تمتد القناة الرئيسية التي تنقل المياه من بحيرة السد إلى الحقول لمسافة 26 كيلومتر وتتفرع إلى ثلاث قنوات فرعية كبيرة تتشعب بدورها إلى 87 ترعة (قناة) أصغر للري. وقد أدى انخفاض الطاقة التخزينية للمياه بالخزان بسبب تراكم الطمي في حوض الخزان إلى وضع خطة تهدف إلى رفع الإنتاجية في المشروع وإدخال الحيوان في الدورة وزراعة الأعلاف والذرة وتنمية الغابات.

### مصنع سكر حلفا الجديدة
يتوسط المصنع حقول مشروع حلفا الجديدة الزراعي على مساحة قدرها 40 ألف فدان على بعد 17 كيلومتر (10.56 ميل) شمال مدينة حلفا الجديدة. تم تشييده في عام 1963 م، وبدأ التشغيل التجريبي له في الموسم الزراعي بالمشروع 1965 / 1966. تبلغ طاقته الإنتاجية القصوى من السكر 60 ألف طن في العام
كما يوجد في حلفا الجديدة عدداً من المصانع المحلية مثل مطاحن الغلال ومعاصر الزيوت وإنتاج العلف وصناعة الصابون والمواد الغذائية كالحلويات والشعيرية والألبان.

## النقل والمواصلات
ترتبط حلفا الجديدة بخط حديدي مع مدينة خشم القربة القريبة تم تشييده في عام 1962 ويبلغ طوله 70 كيلومتر (43,49 ميل)، ومن هناك إلى بورتسودان شرقاً وإلى الخرطوم عبر كسلا والقضارف وود مدني. كما ترتبط بطرق برية سريعة مع كل من خشم القربة وكسلا. وبطرق برية مباشرة مع الخرطوم غرباً، والقضارف جنوباً وإلى شندي شمالا عبر القوز جنوب
كما يوجد مطار لخدمة الخطوط المرتبطة بكل من بورتسودان والخرطوم ويبلغ طول مدرجه 4921 قدم (1499.92 متر) وارتفاع المدرج 1480 قدم (451.104 متر)،
ورمزه في منظمة إيكاو هو HSNW وفي منظمة أياتا NHF
وأقرب المطارات الدولية إليه هو مطار كسلا على بعد 64 كيلو متر (39.76 ميل) تقريباً ومطار خشم القربة على بعد 50,5 كيلومتر (31.37 ميل) بالتقريب.
الرياضة بحلفا الجديدة من أشهر فرق الرياضة بحلفا الجديدة المريخ والنيل لارتباطهما بالبطولة وبوجودهم بالدرجة الأولى منذ الهجرة من وادي حلفا.
ويمثّلوا قمة البلد كروياً لثقلهم الجماهيري الجبالة والبصالي.